# 酉阳楼梯草
酉阳楼梯草（学名：Elatostema youyangense）是荨麻科楼梯草属的植物，为中国的特有植物。分布在中国大陆的四川等地，生长于海拔1,300米的地区，一般生长在山地，目前尚未由人工引种栽培。